# هاينريش فون تينر
هاينريش فون تينر (1865 – 23 يناير 1949) هو مبارز بالسيف نمساوي راحل، مثّل بلاده في الألعاب الأولمبية الصيفية 1900.

## روابط رياضية
هاينريش فون تينر على موقع أوليمبيديا (الإنجليزية)